# Anthreptes tephrolaemus
Anthreptes tephrolaemus (саїманга сірогорла) — вид горобцеподібних птахів родини нектаркових (Nectariniidae). Мешкає в Центральній Африці. Сірогорла саїманга раніше вважалася конспецифічною із зеленою саїмангою.

## Поширення і екологія
Сірогорлі саїманги поширені від південного Беніну до Кенії і північної Анголи. Вони живуть в тропічних лісах, на болотах, луках і плантаціях.